# Overijsselse Hout
Het Overijsselse Hout is een bos in de provincie Flevoland bij Lelystad. Het is ongeveer 450 hectare groot en ligt tussen de woonwijken Zuiderzeewijk en het Oostrandpark en het kanaal de Lage Vaart. Aan de andere kant van de wegen eromheen zijn echter ook soms bossen, het bos is flink vertakt aan alle kanten. In het bos ligt een begraafplaats en ernaast liggen een hondenrenbaan en het industrieterrein Oostervaart. 
Onder het Overijsselse Hout ligt, net zoals de provincies Overijssel (waarna het vernoemd is) en Gelderland, het Gelderse Hout.